# Cô gái trên tàu (phim 2016)
Cô gái trên tàu (tiếng Anh: The Girl on the Train) là một bộ phim chính kịch rùng rợn ly kỳ của Mỹ năm 2016 do Tate Taylor đạo diễn và Erin Cressida Wilson viết kịch bản, dựa trên cuốn tiểu thuyết đầu tay cùng tên của nhà văn Paula Hawkins vào năm 2015. Phim có sự tham gia của Emily Blunt, Rebecca Ferguson, Haley Bennett, Justin Theroux, Luke Evans, Allison Janney, Édgar Ramírez và Lisa Kudrow. Phim xoay quanh câu chuyện của một nữ mới li hôn bị nghiện rượu liên quan đến một vụ án mất tích.

## Diễn viên
- Emily Blunt vai Rachel Watson, một kẻ nghiện rượu cô độc và là vợ cũ của Tom.
- Rebecca Ferguson vai Anna Watson, một người kinh doanh bất động sản và là vợ hiện tại của Tom.
- Haley Bennett vai Megan Hipwell, vú nuôi của Anna và Tom, và là vợ của Scott.

- Justin Theroux vai Tom Watson, chồng cũ của Rachel, chồng hiện tại của Anna.
- Luke Evans vai Scott Hipwell, chồng của Megan.
- Allison Janney vai DS. Riley, thám tử.
- Édgar Ramírez vai Tiến sĩ Kamal Abdic, bác sĩ tâm lý của Megan.
- Lisa Kudrow vai Martha, vợ của ông chủ cũ của Tom.
- Laura Prepon vai Cathy, bạn thời đại học, bạn cùng phòng và cũng là chủ nhà của Rachel.
- Darren Goldstein vai “Người đàn ông trong bộ suit”, một người lạ chứng kiến hành vi của Rachel.